# Déchets d'équipements électriques et électroniques
Les déchets d'équipements électriques et électroniques (DEEE, D3E) ou PEEFV — produits électriques et électroniques en fin de vie — sont une catégorie de déchets constituée des équipements en fin de vie, fonctionnant à l'électricité ou via des champs électromagnétiques, ainsi que les équipements de production, de transfert et de mesure de ces courants et champs (ce sont surtout des ordinateurs, imprimantes, téléphones portables, appareils photos numériques, réfrigérateurs, jeux électroniques, télévisions, etc.).
En Europe, la directive 2002/96/CE visant un meilleur recyclage des produits électriques et électroniques, limite cette catégorie aux matériels fonctionnant avec des tensions inférieures à 1 000 V en courant alternatif et 1 500 V en courant continu. Au-delà, ils sont considérés comme des déchets industriels.
Diverses lois et taxes sont mises en place dans les années 2000 pour gérer ces déchets et limiter l'utilisation des substances dangereuses (RoHS et DEEE en Europe, en Californie, China RoHS en Chine).

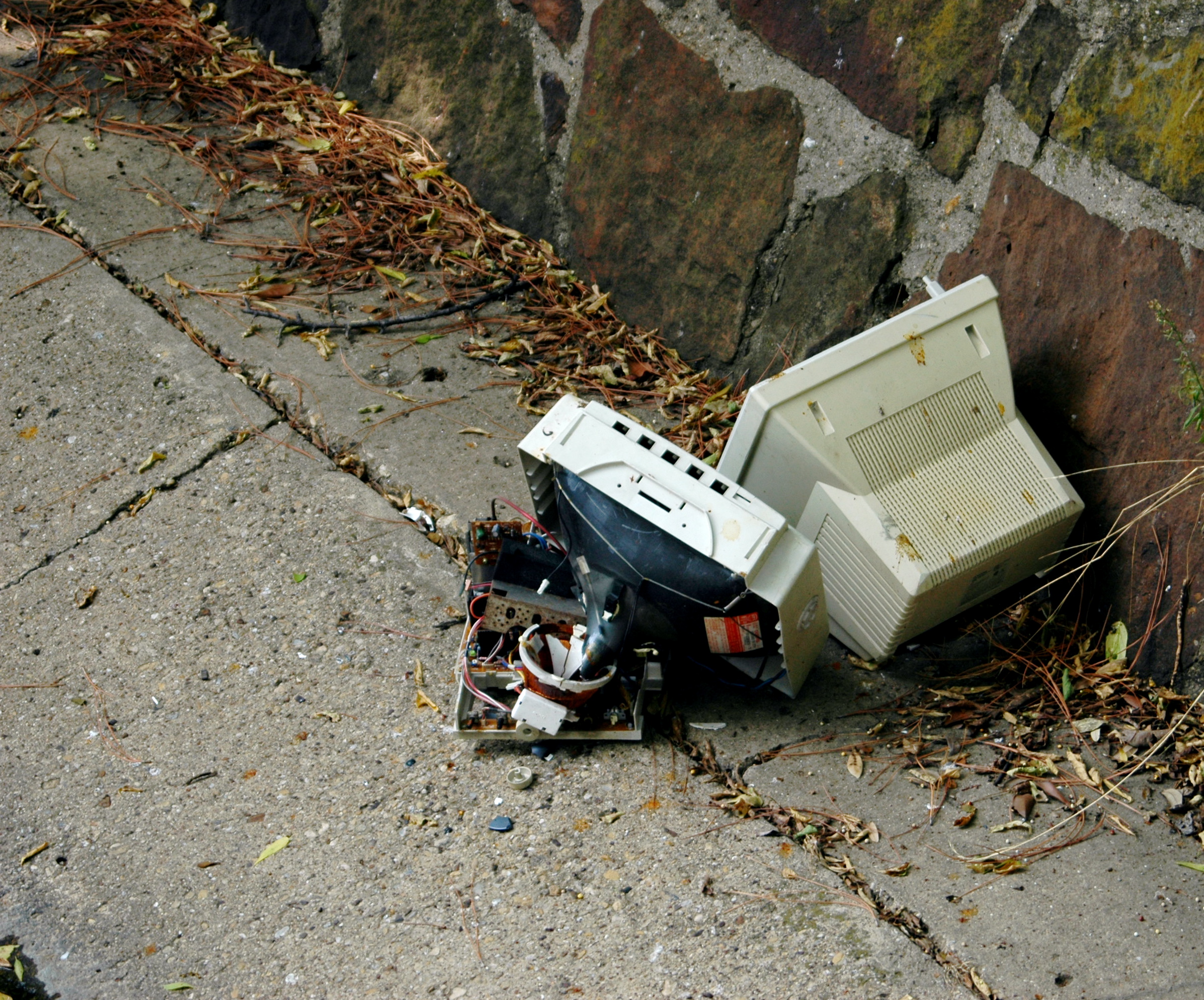
Écran d'ordinateur abandonné, contenant des matériaux précieux, mais aussi toxiques (or ou plomb).

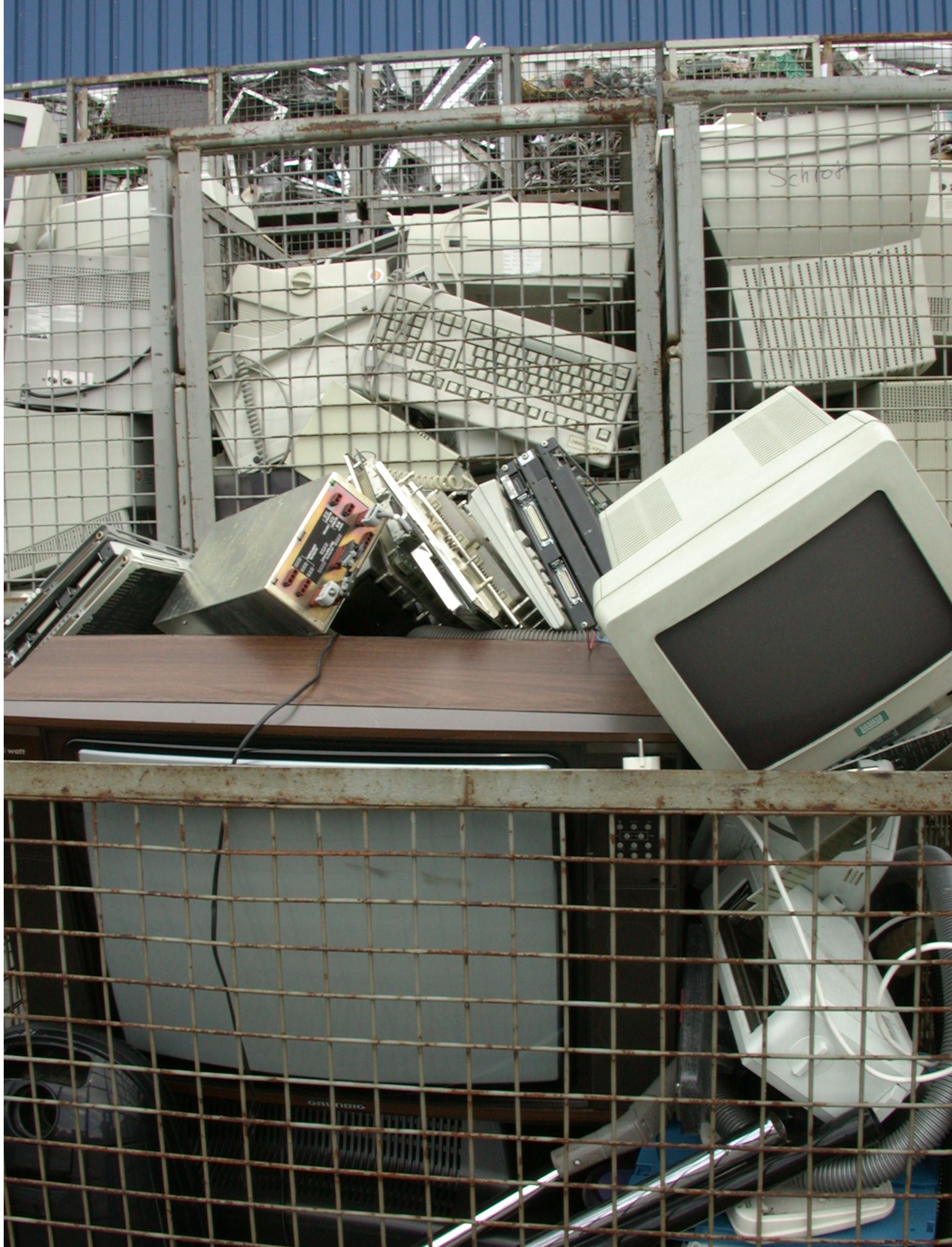
Le recyclage des déchets électronique se met peu à peu en place, dans des conditions d'hygiène et de sécurité parfois douteuses, dans certains pays pauvres.

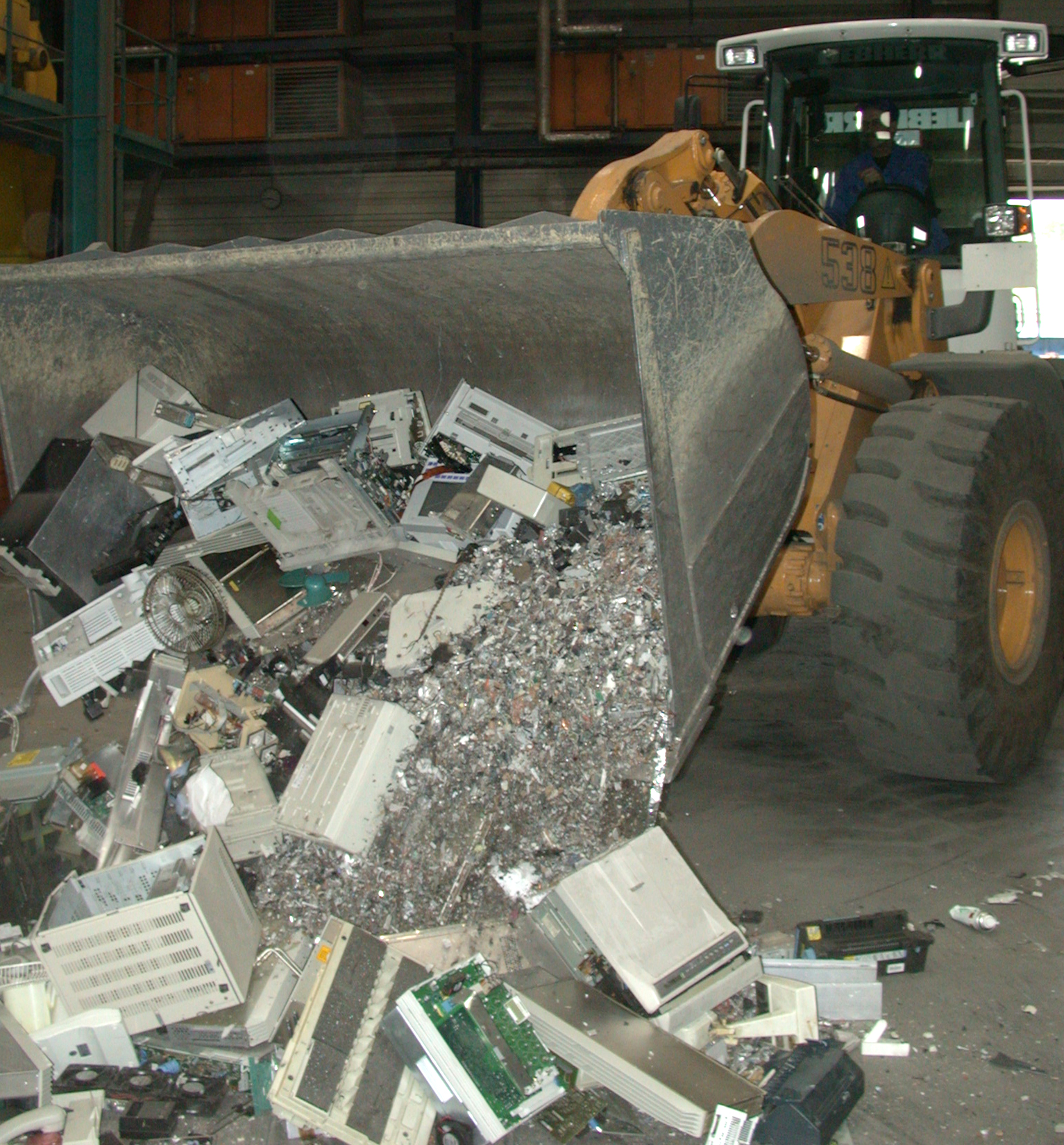
Le recyclage est rendu difficile du fait que les concepteurs et fabricants ne le prennent pas en compte via l'éco-conception ou l'empêchent.

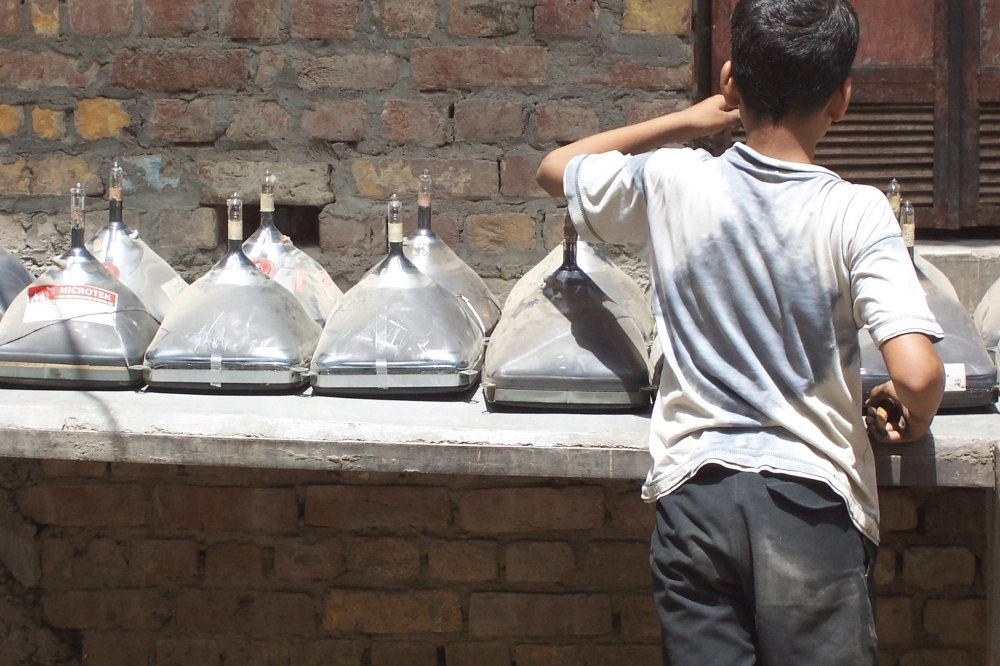
Récupération de matériaux sur des tubes cathodiques dont le verre est fortement enrichi en plomb (sa fusion est source de vapeur toxique de plomb, facteur de saturnisme), ici à New-Delhi en Inde.

## Enjeux du point de vue du développement durable
Ces déchets ont une empreinte écologique très élevée en raison des importantes quantités de ressources en eau, métaux, et énergies mobilisées par la conception, la fabrication, le transport, l'utilisation et le recyclage des composants et objets électriques et électroniques.
Les DEEE contiennent des métaux précieux (argent, or, palladium, cuivre et indium en particulier), source potentielle d'emplois, mais d'emplois dangereux s'ils ne sont pas associés à des législations et pratiques prenant en compte que certains composants des DEE sont aussi des déchets toxiques ou dangereux (cf. teneur en aluminium, cuivre, plomb, zinc, métaux du groupe du platine, argent, et des polluants persistants tels qu'arsenic, mercure, cadmium, lithium…), ainsi que du verre, du plastique et de la céramique. Ils doivent théoriquement être traités conformément aux conventions internationales et réglementations nationales ou régionales, mais de nombreux pays envoient leurs déchets dans des pays pauvres où ils sont retraités sans précautions, et parfois par des enfants.
En électronique, de nombreux produits, sans danger lors d'une utilisation normale, sont utilisés dans un ordinateur personnel. Cependant lorsque ces produits sont abandonnés, les substances composant un ordinateur peuvent devenir toxiques par manque de stabilité. Ainsi, un moniteur à tube cathodique est constitué de verre plombé et de PVC produisant des toxines lors de leur incinération. Chaque moniteur contient jusqu'à 4 kg de plomb au niveau de l'entonnoir et dans ses composants électroniques. Un moniteur contient également du baryum et du phosphore, des éléments toxiques pour l'environnement et la santé humaine. L'unité centrale est également composée de produits comme le béryllium, le plomb et le chrome hexavalent. Le matériel électrique et informatique contient aussi des agents ignifuges bromés dont certains sont en laboratoire des perturbateurs endocriniens avérés, qui affectent l'environnement, mais auxquels les personnes qui démontent ou cassent du matériel électronique sont particulièrement exposées (une étude suédoise a mesuré les taux de PBDE dans l'organisme de différentes catégories de travailleurs, montrant que les recycleurs de déchets électriques et électroniques étaient particulièrement touchés,).
En France, par « composants dangereux provenant d'équipements électriques et électroniques », on entend aussi bien les composants électriques et électroniques que « les piles et accumulateurs que ceux considérés comme dangereux, des commutateurs au mercure, du verre (plombé et traité avec des terres rares) provenant de tubes cathodiques et autres verres activés, etc. »
L'entreprise Terra Nova parle de « mine urbaine » et met en place en 2010 un procédé nouveau de recyclage des cartes électroniques par extraction mécanique du fer et de l'aluminium, pyrolyse de la résine époxy et envoi en fonderie de l'agglomérat résiduel de cuivre et métaux précieux. Le gisement européen serait de 200 000 tonnes de cartes électroniques par an dont 130 000 tonnes pourraient être traitées par les fonderies.

## Filières
Pour une partie des déchets, les recycleries offrent une seconde vie aux matériels, qui sont réparés, nettoyés et remis en vente à des prix moins élevés. La durée d'utilisation des produits en est allongée et leur impact environnemental négatif réduit. Cette filière présente une meilleure empreinte écologique que le recyclage, lequel détruit les équipements pour n'en récupérer que certains matériaux.
L'incinération des déchets détruit leur fonction comme leurs matériaux, et n'en retire que le contenu énergétique.

## Réglementation

### Europe

Le symbole de la directive DEEE.

La Directive 2002/96/CE vise à rendre obligatoire la valorisation des Déchets d'équipements électriques et électroniques (DEEE ou D3E). Elle instaure le principe de la responsabilité du producteur.
Elle définit les DEEE comme « les équipements fonctionnant grâce à des courants électriques ou à des champs électromagnétiques, ainsi que les équipements de production, de transfert et de mesure de ces courants et champs, conçus pour être utilisés à une tension ne dépassant pas 1 000 volts en courant alternatif et 1 500 volts en courant continu » dans des catégories précisées par décret (en France, décret 2005-829 du 20 juillet 2005).
Elle classe les appareils concernés (par la Directive 2002/96/CE) en dix catégories :
- gros appareils ménagers ;
- petits appareils ménagers ;
- équipements informatiques et de télécommunications ;
- matériel grand public ;
- matériel d'éclairage (à l'exception des appareils d'éclairage domestique et des ampoules à filament, auxquels s'appliquent néanmoins les articles 4 et 5 du décret no 2005-829 du 20 juillet 2005) ;
- outils électriques et électroniques (à l'exception des gros outils industriels fixes) ;
- jouets, équipements de loisir et de sport ;
- dispositifs médicaux (à l'exception de tous les produits implantés ou infectés) ;
- instruments de surveillance et de contrôle ;
- distributeurs automatiques.

En raison des enjeux de défense, le matériel militaire n'est pas concerné par la Directive 2002/96/CE.
La directive européenne de gestion des déchets électroniques a été mise en place en octobre 2005. La Suisse applique sa propre directive, plus ancienne (1998), dénommée ORDEE (The Swiss Ordinance on the Return, Take-back and Disposal of Electrical and Electronic Appliances). Elle dispose également d'un programme e-Waste visant à développer le recyclage du matériel électronique dans les pays en voie de développement.
Certaines substances dangereuses sont également interdites depuis le 1er juillet 2006 dans les équipements électriques et électroniques (directive RoHS).
Le recyclage par l'ensemble des pays de l'Union Européenne en 2005-2006 a représenté 5,1 kg/hab/an. La Norvège, la Suède, la Suisse, le Royaume-Uni sont les pays européens qui ont collecté le plus de déchets par habitant (plus de 10 kg/hab/an).
L'Europe du Nord est le plus gros producteur d'e-déchets au monde.

#### France
En France, la filière de retraitement des DEEE est financée par les particuliers (via la contribution visible, nommée aussi éco-participation ou éco-contribution), mais ce sont les fabricants qui pilotent les quatre éco-organismes agréés.
Afin de réduire le volume de déchets en favorisant la durée de vie des équipements, les législateurs mettent en place un « indice de réparabilité » des équipements électriques et électroniques afin d'informer les consommateurs sur la capacité à réparer le produit concerné. Les producteurs, importateurs, distributeurs ou autres metteurs sur le marché d'équipements électriques et électroniques communiquent sans frais aux vendeurs de leurs produits ainsi qu'à toute personne qui en fait la demande l'indice de réparabilité de ces équipements. Un décret du 29 décembre 2020 précise que l'indice est une note sur dix prenant en compte la durée de disponibilité de la documentation technique, le caractère démontable de l'équipement, la durée de disponibilité sur le marché des pièces détachées, etc.

### Amérique du Nord
Aux États-Unis, les déchets électroniques sont pour la plupart stockés dans des décharges, une infime quantité est incinérée et une petite quantité est recyclée. Ainsi, l’Agence de protection de l'environnement (APE) estime que 70 % des ordinateurs et des écrans et 80 % des téléviseurs sont déposés dans des décharges et seulement 20 % des déchets électroniques sont recyclés.
| Type de déchets               | Quantité (en milliers de tonnes) | Pourcentage de recyclage |
| ----------------------------- | -------------------------------- | ------------------------ |
| TV (CRT)                      | 759,1                            | 13,4 %                   |
| Moniteurs (CRT)               | 389,8                            | 24,5 %                   |
| Imprimantes, claviers, souris | 324,9                            | 26,1 %                   |
| Ordinateur de bureau          | 9,5                              | 26,1 %                   |
| TV (LCD)                      | 132,8                            | 13,4 %                   |
| Portables                     | 30,8                             | 26,1 %                   |
| Téléphones cellulaires        | 11,7                             | 19,2 %                   |
| Moniteurs (LCD)               | 4,9                              | 24,5 %                   |

Il est plus rentable d'envoyer à l'étranger ses déchets électroniques que de les faire traiter sur le territoire des États-Unis. Pour l'instant, l'Agence de protection de l'environnement n'impose pas aux fabricants et aux exportateurs de respecter des normes de traitement, mais elle étudie plusieurs solutions à mettre en œuvre.

### Asie
La Chine était l'un des premiers pays à récupérer les déchets électroniques pour en récupérer les métaux. De nombreux villages sont des décharges de déchets électroniques, par exemple la décharge de Guiyu. Malgré l'interdiction d'importation de déchets électroniques en 2018 par les autorités, le commerce n'a pas baissé[réf. souhaitée].
En 2018, une réaction importante des pas destinataires de déchets s'est enclenchée. Cette année-là, la Chine, qui était jusqu’alors le plus gros importateur de DEEE, a interdit ce type d'importation en raison du coût environnemental induit, qui ne justifiait plus les profits dégagés. Les pays voisins tels que la Thaïlande, le Laos et le Cambodge ont donc repris le marché. Les lois environnementales laxistes permettent à ces pays d’accueillir ces déchets. Toutefois, la situation en Thaïlande semble évoluer. D'autres pays emboîtent le pas de la Chine, menacés par les flux qu'elle n’accepte plus : Malaisie, Philippines, Indonésie renvoient depuis 2019 des containers de déchets vers les pays émetteurs.

## Recyclage
Conscient que les déchets électroniques sont une source de pollution et de danger pour l'homme et pour l'environnement, le recyclage s'organise peu à peu dans de nombreux pays afin de récupérer notamment les métaux précieux contenus dans ces déchets. Aux États-Unis ou en France, le recyclage devient obligatoire et les déchets doivent être pris en charge par des filières et entreprises spéciales. Une réglementation internationale, la convention de Bâle, impose aux pays exportateurs de déchets dangereux de signaler au destinataire la nature des déchets. L'Union européenne impose aux fabricants de produits électroniques de prendre en charge le traitement de leurs propres déchets.
Malgré cela, de nombreux déchets électroniques quittent les pays développés vers les pays en sous-développement où toute une filière s'est mise en place comme à Accra au Ghana. Dans les années 2000, une partie des déchets exportés le sont plus facilement en étant présenté comme matériel d'occasion réutilisable, mais en réalité souvent inutilisable (dans les 3/4 des cas selon le BAN. De nombreux enfants démontent, trient et brulent des déchets électroniques afin de récupérer les métaux comme le cuivre. Les autres débris non valorisés sont rejetés dans l'environnement ou brulés dégageant de nombreux produits dans l'air, l'eau et le sol, toxiques pour l'environnement et l'homme. La Chine est également devenue depuis les années 1980 un cimetière pour les déchets électroniques.

### Situation (production, recyclage)

#### Dans le monde
En 2006, la production annuelle de DEEE est estimée par l'ONU (UNEP) à 50 millions de tonnes par an (soit l'équivalent de plus de 1 428 000 camions de 35 t), dont une part significative est toxique, dangereuse et/ou constituée de métaux rares ou précieux. Cette quantité devait augmenter, pour atteindre 74 millions de tonnes en 2014 (2,3 t/s), selon une étude prospective de Pike Research.
Les DEEE dans le monde constituent vers 2005 plus de 5 % des déchets municipaux en moyenne et ce sont les déchets dont la production augmente le plus vite, (3 à 5 %/an, soit trois fois plus que pour la moyenne des autres déchets).
Les pays riches cherchent à faire recycler ces déchets dans les pays où la règlementation environnementale est moindre, ce qui génère un flux transfrontalier de DEEE estimé qui est passé de 2 à 8,5 millions de tonnes de déchets entre 1993 et 2001 selon l'UNEP.
En 2014, les États-Unis et la Chine ont produit un tiers du total mondial de déchets électroniques, lequel a été selon l'ONU de 41,8 millions de tonnes, contre 39,8 millions l'année précédente. Pour presque 60 % de ces déchets, il s'agissait d'équipements électroménagers de cuisine, salle de bain ou buanderie ; pour 7 %, de téléphones portables, calculatrices, ordinateurs portables et imprimantes. En Europe, les Norvégiens en produiraient le plus (28,4 kg/hab.), suivis des Suisses (26,3 kg) et des Islandais (26,1 kg), les Français étant en 8e position (22,2 kg/hab.). Pour comparaison, l'Afrique produit en moyenne 1,7 kg/hab.. Moins d'un sixième de ces déchets aurait été correctement recyclé. En volume, les États-Unis et la Chine sont les plus gros producteurs (32 % du total mondial) devant le Japon, l'Allemagne et l'Inde. L'ONU s'attend à 50 millions de tonnes en 2018.

#### En Europe
L'Europe générerait annuellement environ 11 millions de tonnes de DEEE dans les années 2010, soit dix fois plus qu'une décennie plus tôt,. L'informatique et l'électronique, ainsi que les piles, en sont les premières sources, mais une source croissante est aussi l'éclairage, dont l'éclairage public, qui à la fin des années 1990 représentait déjà 10 % du tonnage des DEEE en Europe (428 000 tonnes/an sur 4 millions de tonnes de déchets électroniques[Passage contradictoire][réf. incomplète]). En outre, en Europe, tout DEEE contenant un composant dangereux (tel que : vapeur de mercure, plomb, arsenic, PCB, HFC, HCFC, amiante…) est un déchet dangereux.
Depuis le 1er juillet 2006, certains produits commercialisés en Europe (dont éclairage et électronique, hors batteries) doivent respecter la Directive RoHS (« Restriction of the use of certain Hazardous Substances in electrical and electronic equipment »), qui limite les possibilités d'utilisation de certaines substances dangereuses dans les équipements électriques et électroniques. Sont concernés : plomb, mercure, cadmium, chrome hexavalent, polybromobiphényles (PBB), polybromodiphényléthers (PBDE), limités à 0,1 % du poids de matériau homogène, et moins encore pour le cadmium, limité à 0,01 %. Cette directive pourra être élargie à d'autres produits.
En 2017, seulement 35 % des déchets électriques et électroniques produits en Europe sont recyclés,.

#### En France
La France produit 14 kg à 24 kg de déchets électroniques par habitant et par an. Ce taux augmente de 4 % environ par an[Quand ?][réf. nécessaire].
En 2009, seuls 32 % des jeunes Français de 18 à 34 ans ont recyclé leurs déchets électroniques[source insuffisante]. Cette même année 2009, selon Éco-systèmes, de janvier à septembre 2009, 113 000 tonnes de CO2 auraient été évitées via le recyclage de 193 000 t de DEEE par l'un des quatre éco-organismes de la filière DEEE. Les consommateurs contribuent au processus en payant une éco-participation, comprise dans le prix d'achat des nouveaux équipements, s'élevant de 0,10 à 13 € par produit.
La nouvelle filière DEEE (officialisée en 2007) disposait en novembre 2009 de 16 000 points de collectes sélectives créées, avec un poids de collecte estimé fin 2008 à 4,5 kg/hab/an.
Fin 2009, 3 800 producteurs doivent adhérer à l’un des quatre éco-organismes agréés pour la gestion des DEEE ménagers (Ecologic, Eco-systèmes, ERP ou Récylum). Plus de 18 600 points de collecte ont été ouverts par les distributeurs et 3 400 par des collectivités territoriales. Le premier objectif européen était de 4 kg/hab/an. Il est atteint en 2009 et même dépassé avec 5,7 kg récolté par habitant, soit 371 000 t en 2009, l'objectif étant fixé à 10 kg/hab. en 2014. Ces déchets ont, selon la filière, été recyclés à 81 % et 4 000 t ont fait l’objet d’un réemploi[réf. incomplète].
Le rapport parlementaire de 2016 intitulé 100 millions de téléphones portables usagés : l’urgence d’une stratégie juge mauvais les résultats du recyclage des téléphones portables par la filière de traitement des DEEE en France. Elle est dépassée par le développement du marché de l’occasion et par la fuite du gisement hors des frontières du pays. 15 % du flux seulement serait valorisé et environ 100 millions d'appareils usagés seraient encore conservés par les particuliers,. Le rapport confirme que « la conception des téléphones est délibérément défavorable au réemploi et au recyclage » en raison de leur obsolescence programmée et que le « bilan du dispositif de modulation environnementale des éco-contributions » est « extrêmement faible », et invite les industriels à écoconcevoir leur matériel. Il propose cinq orientations déclinées en 27 propositions qui concernent le cycle de vie des portables (fabrication, utilisation, collecte des équipements usagés et valorisation).
Nomenclature des déchets et modalités de recyclage
En France, depuis 2002, le code d'un DEEE commence par 16 02 ou 20 01.
Tout distributeur doit, si on lui achète un nouvel appareil, reprendre l'ancien gratuitement pour le remettre à un prestataire agréé par les pouvoirs publics. De nombreux magasins spécialisés et grandes surfaces se sont dotés d'un point de collecte agréé, qui se situe au guichet de retrait des appareils neufs ou au service après-vente. Pour un achat en ligne, la reprise s'effectue lors de la livraison à domicile ou dans un point de vente sur présentation de la facture d'achat.
Contrairement à la filière grand public, la filière professionnelle n'est pas centralisée autour des quatre éco-organismes agréés. Une entreprise peut faire appel à n'importe quel prestataire certifié. À partir du 1er juillet 2010, les déchets électriques et électroniques professionnels du bâtiment (éclairages (routiers, de sécurité et autres luminaires), systèmes d’alarme, thermostats, programmateurs, systèmes de sécurité incendie, etc. récupérés en grande quantité lors des chantiers de rénovation ou déconstruction) devront être recyclés via une nouvelle filière mutualisée confiée à l’éco-organisme Récylum. Les déchets seront enlevés sur site, ou déposés dans une déchèterie professionnelle privée (150 prévues pour juillet 2010). Tous les équipements doivent être acceptés gratuitement (quelle que soit la marque, et la date de fabrication ou de collecte).
Selon l'Ademe, moins de 8 % des équipements de ce secteur avaient été en 2007 sélectivement collectés pour être retraités et 90 % des 1,7 million de tonnes de DEEE ne sont pas recyclés ; de nombreux produits toxiques finissent ainsi encore dans les incinérateurs où ils polluent l'air ou les mâchefers. Depuis 2005, les fabricants d’onduleurs doivent assurer la collecte gratuite et le recyclage des onduleurs, et la récupération des modules photovoltaïques sera probablement également obligatoire par les vendeurs et importateurs avant 2015 en France comme dans toute l'Union européenne (Transposition de la directive européenne de 2012 sur les DEEE et la responsabilité élargie du producteur).

#### En Belgique
En Belgique, la gestion des déchets d'équipements électriques et électroniques est principalement une matière régionale. « La coordination entre les régions et les autorités fédérales dans le domaine est assurée par la commission d'experts « Déchets » et la commission d'experts « Production et consommation durables » du Comité de coordination de la politique internationale de l'environnement. »
L’ASBL Recupel a pour mission de gérer la collecte, le tri, le traitement et le recyclage des DEEE depuis le 1er juillet 2001. Celle-ci a été créée par les producteurs d’appareils électriques dans le cadre de conventions environnementales négociées par les diverses acteurs régionaux du pays. Le réseau est réparti sur 564 parcs de recyclage, 7 283 points de collecte pour les plus petits appareils se trouvant pour la plupart dans des magasins. Enfin, les centres de réutilisation, au nombre de 24, permettent de déposer des appareils encore en état ou légèrement endommagés. Là, des réparations sont effectuées dans un but de réemploi. Les appareils sont finalement revendus dans des ressourceries à des prix réduits. Entre 2016 et 2017, quantité d’appareils domestiques mis sur le marché national est passé de 19,87 kg/hab à 20,33 kg/hab, soit une augmentation de 3,16 %. En parallèle, sur la même période, le poids total des DEEE a diminué de 3,45 %, réduction expliquée notamment par la baisse du nombre d’écrans à tubes cathodiques collectés, plus lourd, que les écrans plats qui les remplacent sur le marché. En 2018, Recupel estime à 10,3 kg/hab le volume d’appareils déposés. En Région wallonne, l’article 103 § 1er de l’Arrêté du Gouvernement wallon du 23 septembre 2010 définit le taux de collecte minimale à 55 % en 2018. En 2016, le taux de collecte était de 48,62 %, et 46,22 % l’année suivante.
Depuis 2013, un logiciel d’auto-apprentissage permettant l’identification automatique des appareils jetés est en cours de développement. De fait, le tri se faisant manuellement par des ouvriers, l’introduction d’outils d'intelligence artificielle permettant une automatisation du processus est vu comme une occasion de gains de temps sans perte de qualité ni de fiabilité. Une base de données a été constituée et est en permanence mise à jour afin de permettre au logiciel de reconnaissance d’établir la différence entre les différents types de DEEE selon leur marque, leur modèle ou leurs composants.

## Exportation dans les pays en voie de développement

### Problématique générale

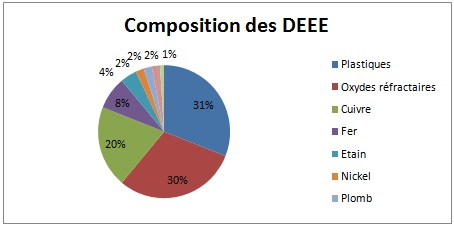
Diagramme des différentes composantes des DEEE.

À travers l’obsolescence programmée, la société occidentale actuelle, qui a évolué en une société de consommation, pousse la population à toujours plus d’achats. Cette consommation a comme conséquence une croissance annuelle de 5 à 8 % des déchets d’équipements électriques et électroniques (DEEE)[source insuffisante]. Ainsi, de grandes quantités de DEEE sont produites, pour la plupart en Europe et en Amérique, et sont exportées de façon légale ou pas dans des régions émergentes qui souffrent de grandes disparités économiques et sociales, telles que la Chine (70 % des DEEE en 2016), l’Inde et le Ghana. La Banque mondiale estime qu’environ 80 % des DEEE sont envoyés illégalement aux pays en développement.[réf. nécessaire] Les régions les plus touchées par les exportations de DEEE sont l’Asie du Sud-Est et l’Afrique de l'Ouest.
Jusqu’à maintenant, les gouvernements des pays producteurs se sont montrés incapables d’assurer en toute sécurité la fin de vie des DEEE. Les causes sont de deux types, économiques et institutionnelles. D’un point de vue économique, il est plus intéressant pour les pays développés de reporter le coût et les risques associés à l'élimination des DEEE sur les pays en voie de développement. D’un point de vue institutionnel, soit les régulations sont trop laxistes et laissent faire les entreprises, soit les régulations sont trop strictes et coûtent tellement cher aux entreprises que celles-ci adoptent des attitudes irresponsables.
Les années 1990 ont été marquées par la multiplication de scandales environnementaux et humains engendrés par la mauvaise gestion des déchets toxiques,. À la suite de cela, différentes législations ont tenté de réglementer le sort de ceux-ci. La réglementation internationale la plus importante traitant du sujet est la Convention de Bâle de 1989, qui vise à contrôler les mouvements transfrontaliers de déchets dangereux. Elle n'a cependant jamais été ratifiée par le plus gros des exportateurs, à savoir les États-Unis.
À la fin des années 2010, les pays asiatiques, Chine en tête, ont cessé d'accepter les importations légales de déchets, majoritairement occidentaux (voir plus haut). En décembre 2019, le Ban Amendment de la Convention de Bâle est ratifié, 24 ans après sa signature et malgré l'abstention de gros contributeurs que sont les États-Unis, le Canada, le Japon, l'Australie, la Nouvelle-Zélande, la Corée du Sud, la Russie, l'Inde et le Brésil.
La situation en Afrique est également problématique. Les pays tels que le Ghana, le Bénin, la Côte d’Ivoire, le Nigeria et le Libéria reçoivent illégalement de grandes quantités de DEEE qui sont incinérées pour en extraire les métaux précieux.
La prochaine évolution réglementaire attendue est l’obligation pour un pays producteur d’obtenir l’autorisation de l’État destinataire avant d'exporter des déchets en mélange, dont des déchets en plastique difficilement recyclables. Cette mesure a été adoptée en mai 2019 lors de la 14e Conférence des parties de la Convention de Bâle.
Il parait urgent de traiter ce problème par les conséquences environnementales, sociales et économiques qu’elle engendre.
|                                             | Chine        | Inde         | Ghana       |
| Nombre total d’habitants                    | + 1 milliard | + 1 milliard | 25 millions |
| hab/km2                                     | 14,5         | 368          | 88          |
| PIB (millions de $ USA)                     | 7 298 560    | 1 833 382    | 38 592      |
| Classement[Quoi ?] FMI[source insuffisante] | 3/183        | 10/183       | 85/183      |

Une minorité de personnes (gouvernements, commerçants) tirent profit de ces mouvements internationaux, au détriment des autochtones, qui vivent généralement de l’activité agricole. L’industrie du tri étant quasi inexistante, le recyclage des déchets s’effectue au travers d’organisations informelles. La plupart des DEEE ne sont pas recyclés mais incinérés ou enfouis. À cause de la toxicité des DEEE, on assiste ainsi à la contamination des écosystèmes, sources de richesse et de revenus, et à la mise en danger des habitants. Effectivement, de gros risques de santé accompagnent le recyclage illégal des DEEE. L’incinération à ciel ouvert émet des émissions dangereuses, des métaux lourds et des produits chimiques toxiques qui pénètrent l’eau et les sols. Ce procédé provoque des problèmes de santé pour les habitants des régions, et spécialement pour les enfants qui sont forcés de travailler dans ces lieux de recyclage.

### Conséquences environnementales, humaines et sociales
| Environnement   | Pollution des sols et des sous-sols                                                                         | Contamination de l’eau (nappe phréatique, cours d’eau)                                                          | Contamination de l’air à la suite de l’utilisation de combustibles toxiques et amas de cendres toxiques (gaz à effet de serre) | Contamination de la chaine alimentaire, du lait, des produits issus de l’agriculture | Augmentation du nombre de décharges                     |
| Santé           | Endommagement du système nerveux (problèmes neuropsychiatriques, coma, mort, sous-développement du cerveau) | Endommagement du système sanguin                                                                                | Endommagement du système reproductif (dérèglements hormonaux, stérilité)                                                       | Endommagement du système respiratoire (toux, infection, suffocation, asthme)         | Endommagement des reins, des yeux, de la peau et des os |
| Enfants         | Taux de mortalité élevé, infirmité, empoisonnement                                                          | Mauvaises conditions de travail, accidents de travail, stigmatisation, harcèlement, exploitation des employeurs | |                                                                                      |                                                         |
| Socioéconomique | Création d’emplois et de revenus                                                                            | Exode rural et formation de bidonvilles                                                                         | Travail informel (non enregistré, conditions difficiles)                                                                       |                                                                                      |                                                         |
| Vie privée      | Récupérations des données, cyber crime                                                                      | | |                                                                                      |                                                         |

Les trois régions touchées sont des zones géographiques avec de fortes populations pauvres même si la Chine et l’Inde sont aujourd’hui considérées comme des régions émergentes. Ce sont des pays où il y a beaucoup d’habitants. Les centres de recyclage se trouvent dans des bidonvilles.

#### Conséquences environnementales
Les trois régions présentent des caractéristiques au niveau de la pollution environnementale. Le stockage des déchets pollue les sols, les sous-sols, l’air et l’eau (nappe phréatique, cours d’eau) et rend impropre à la consommation les aliments issus de la chaine alimentaire (lait, produits issus de l’agriculture…). L’atteinte à l’environnement s’avère nocive lors des phases de démantèlement, de récupération et d’élimination finale des matériaux dangereux car les substances toxiques sont directement déchargées dans les sols. Le brûlage des fils électriques contribue à polluer l’air ambiant et à former des amas de cendres polluants. Les combustibles (pneus, mousse isolante) toxiques polluent les sites d’incinération par le rejet de substances qui appauvrissent la couche d’ozone et qui contribuent à produire des gaz à effet de serre dans l’atmosphère. Les matériaux qui ne sont pas utiles sont enfouis sous terre ou abandonnés ce qui contribue à polluer l’environnement.
Guiyu, en Chine, a pour particularité d’avoir des niveaux particulièrement élevés de dioxines et furanes atmosphériques. Cette pollution de l’air entraine a posteriori des impacts sur l’écosystème local, principale source de vivres des autochtones. Les méthodes de recyclage qui y sont pratiquées s’avèrent extrêmement polluantes pour le sol, et donc entrainent sa contamination et donc, celle des nappes phréatiques.
La pHmétrie nous renseigne sur l’acidité du sol (pH = 6,4 environ) et donc de la présence de certains métaux. C’est grâce à la spectrométrie de masse que ceux-ci seront identifiés (Cd, Co, Cu, Ni, Pb, V, Zn) avec les concentrations suivantes : « 4.09 ± 3.92, 15.5 ± 5.40, 1070 ± 1210, 181 ± 156, 230 ± 169, 54.3 ± 5.92 et 324 ± 143 mg/kg ». La certitude est au millième près. C’est ainsi que la population se voit obligée d’obtenir de l’eau potable par camions.
En 2010, une étude sur les effets des substances toxiques libérées par les DEEE lors du recyclage en Chine et en Inde a été menée par des scientifiques. Il en ressort que les bienfaits du recyclage des DEEE sont annulés par la pollution causée par les méthodes de recyclage. Ces méthodes de recyclage émettent des fumées toxiques directement libérées dans la nature, qui polluent ainsi l’eau, l’air, la biosphère.

#### Conséquences humaines

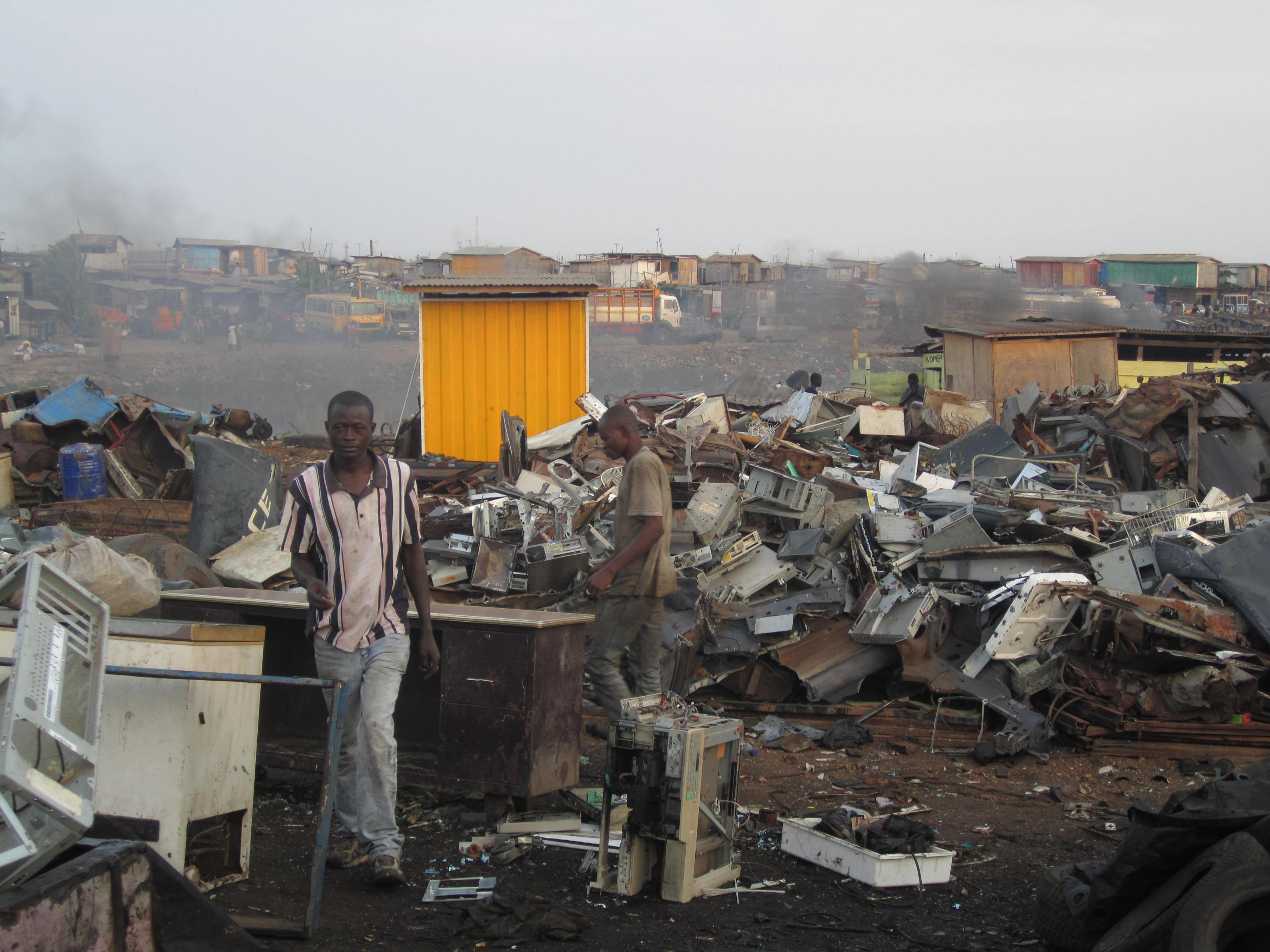
Des Ghanéens travaillant dans la décharge d'Agbogbloshie, au Ghana.

La santé de la population est mise à rude épreuve. Les travailleurs ne disposent pas de protection adéquate lorsqu’ils sont en contact direct avec les produits nocifs. Ils inhalent de la poussière ce qui porte atteinte à leur système respiratoire (toux, infection, suffocation, asthme) et ils souffrent d’irritation des yeux. Leur peau est fortement endommagée. Ils sont exposés à des métaux lourds qui sont cancérigènes (plomb, mercure, cadmium, PVC) et qui endommagent les systèmes nerveux, sanguin, reproductif, respiratoire, les reins et les os. Ils peuvent recevoir des chocs électriques lors du démantèlement des objets[réf. nécessaire].
Les enfants et les femmes enceintes sont une catégorie particulièrement vulnérable parmi laquelle on constate un taux de mortalité élevé et des anomalies au niveau du système reproducteur. Beaucoup d’enfants sont recrutés pour collecter, démanteler et brûler les matériaux. Face à un travail non adapté, ils sont victimes d’accidents de travail et travaillent dans de mauvaises conditions, ils sont stigmatisés, harcelés et exploités par les employeurs.[réf. nécessaire]

#### Protection de la vie privée
Un autre impact concerne la protection de la vie privée. En effet, des informations et des données personnelles sont facilement récupérables et peuvent être utilisées à des fins frauduleuses (cyber crime, usurpation d’identité)[réf. nécessaire].
Ce sont non seulement les données présentes sur les disques durs des ordinateurs, téléphones portables et consoles de jeux qui sont concernées, mais également Les données se trouvant dans la mémoire volatile de ces appareils. Les données des organismes du secteur public et privé, lesquels ne sont pas assez informés par rapport à cette problématique, ne sont pas épargnées .
De plus, les DEEE sont exposés au risque de rétro-ingénierie : des personnes n’en ayant pas l’autorisation pourraient tenter de reproduire des appareils électroniques en se basant sur ceux se trouvant dans des décharges.
Le problème de l’utilisation de données concernant la vie privée provenant des DEEE est particulièrement présent dans les états arabes du Golfe. En effet, ceux-ci font face à une importante croissance dans l’innovation et la consommation de nouvelles technologies et de produits culturels, ce qui mène à d’importantes quantités de déchets électroniques. Ces pays en voie de développement ont de plus un système de collection et de recyclage des DEEE moins développé qu’en Union Européenne et aux États-Unis, ce qui intensifie le risque en matière de protection de la vie privée et sécurité des données. À cela s’ajoute le fait que les habitants de cette région du monde ne sont que très peu informés en ce qui concerne les risques liés aux données privées, ainsi que les possibilités concernant la récupération de celles-ci. Les mesures politiques prises pour éviter ce type de problèmes demeurent insuffisantes et inadéquates,.

#### Conséquences socioéconomiques
Évoquons maintenant les impacts positifs et négatifs d’ordre socioéconomique[réf. incomplète]. Cette industrie du recyclage contribue à créer de l’emploi et permet d’assurer un revenu domestique à plus de 30 000 personnes au Ghana. À Delhi cela représente environ 150 000 personnes (0,9 % de la population de Delhi). Au niveau national, ce secteur compte approximativement 2,86 millions travailleurs, soit 0,23 % de la population totale indienne. Le poids du secteur informel du recyclage des déchets en Inde est l’un des plus importants en comparaison avec les autres pays du monde. Le travail effectué permet de réduire et de recycler les déchets. Les impacts socioéconomiques négatifs font qu’on assiste à un effet d’exode rural et de formation de bidonvilles à la suite de l’afflux important de la population vers les centres urbains, les travailleurs ont des journées de travail très longues, ils n’ont ni sécurité sociale ni droit aux congés maladie ni aux congés périodiques afin de se reposer (ils travaillent en général tous les jours). En travaillant dans le secteur informel, les travailleurs ne sont pas légalement enregistrés au niveau étatique et ils sont à la merci de leurs employeurs.

## Prospective
En février 2010, l'ONU alertait, sur l’explosion prévisible de la quantité de déchets électroniques de 2010 à 2020 dans les pays émergents, qui pourrait avoir de graves impacts environnementaux, en particulier en Inde, au Brésil, au Mexique et surtout en Chine (second producteur de déchets électroniques après les États-Unis). Dans ces pays, l'incinération ou le traitement sommaire de grandes quantités de déchets électroniques et électriques 2,3 millions t/an rien qu'en Chine) par le secteur de l'économie informelle entraîne déjà une pollution (toxique, grave et diffuse).
- En Afrique du Sud et en Chine, le rapport prévoit une augmentation des déchets d'ordinateurs de 200 à 400 % d'ici à 2020.
- En Inde, l'ONU prévoit une augmentation de 500 %[75].
- Les déchets issus de la téléphonie mobile devraient être multipliés par sept entre 2007 et 2020 rien qu'en Chine, et l'ONU prévoit une augmentation dix-huit fois plus importante en Inde entre 2007 et 2020[75]. Le taux de téléviseurs en fin de vie devrait doubler dans ces deux pays entre 2007 et 2020[75]
- le nombre des réfrigérateurs à traiter devrait tripler en Inde entre 2007 et 2020[75]

### Vidéographie
- [vidéo] La tragédie électronique, de Cosima  Dannoritzer, 86 min [présentation en ligne], production France/Espagne, diffusé sur Arte le 20 mai 2014.